# Gullfoss (Gilsfjörður)

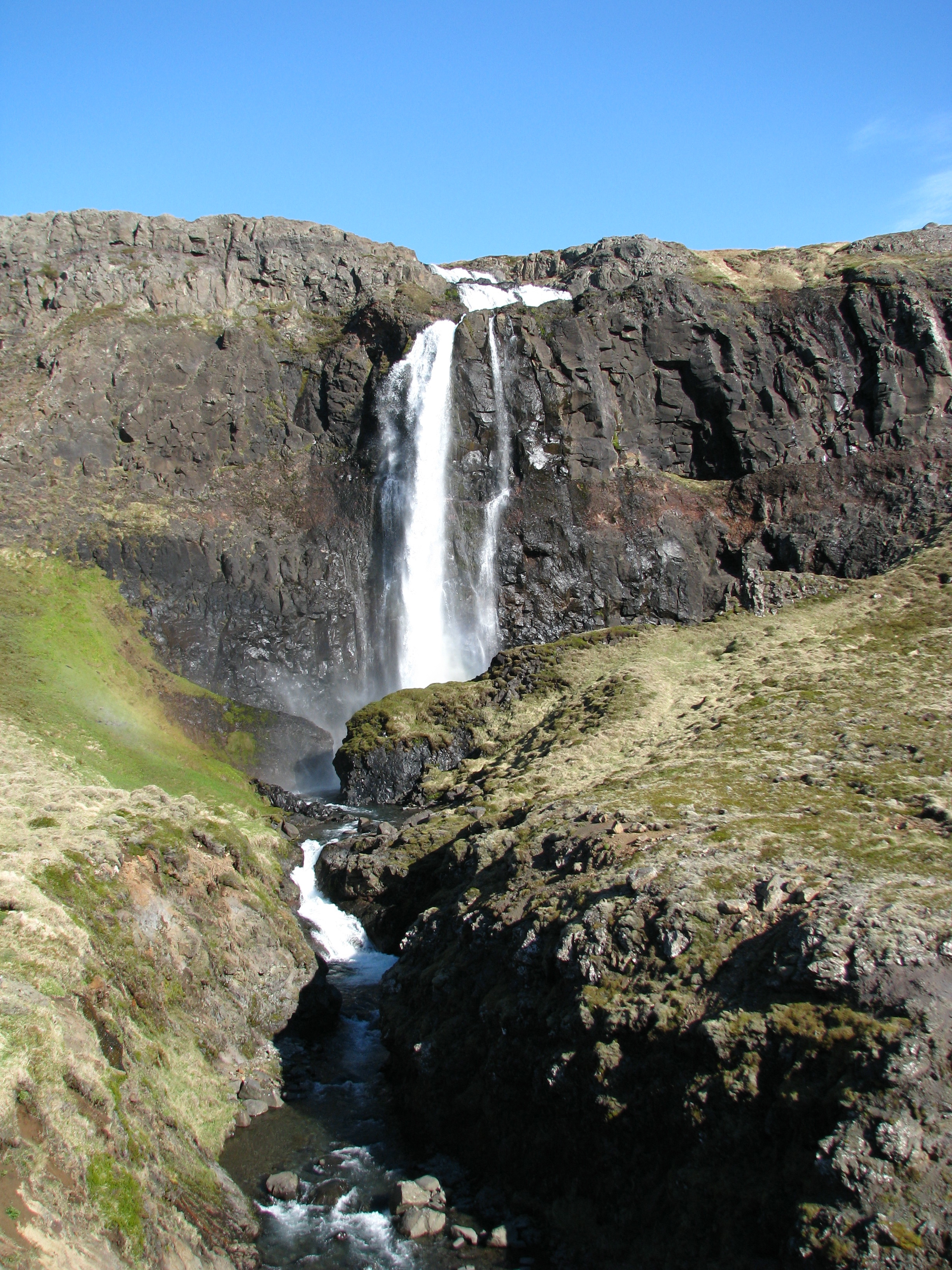
De Gullfoss in de Kleifá rivier.

De Gullfoss is een waterval in IJsland. In het westen van IJsland ligt de Gilsfjörður waar de kleine Kleifá in uitmondt. Vlak voordat dit riviertje in de fjord  vloeit, valt het water via de hoge Gullfoss waterval naar beneden. Deze waterval ligt niet ver van de weg, maar het is een hele toer om hem via het zeer oneffen terrein te bereiken.
In IJsland is er nog een andere meer bekende waterval die Gullfoss heet.